# Chaos Strikes Back
Chaos Strikes Back es una expansión y secuela de Dungeon Master, el videojuego 3D de rol anterior. Chaos Strikes Back fue lanzado en 1989 y se encuentra disponible para varias plataformas, incluyendo Atari ST, Amiga, X68000, PC-98 y FM Towns. Utiliza el mismo motor de Dungeon Master, con gráficos nuevos y una mazmorra nueva y desafiante.

## Jugabilidad
Aunque Chaos Strikes Back se describa a sí mismo como un paquete de expansión, no requiere el Dungeon Master original. Mientras que el primer juego hacía que el jugador siguiera un camino lineal en la aventura, marcando la finalización de cada nivel con una escalera que lleva a un nivel inferior más difícil, Chaos Strikes Back dispone de una elección de caminos que van de un lado a otro por todos los niveles. Los puzles están más enrevesados, a menudo exigiendo un dominio rápido del sistema de control para lidiar con el combate intenso, junto con acertijos enervantes.
Aunque Chaos Strikes Back se describa a sí mismo como un paquete de expansión, no requiere el Dungeon Master original. Mientras que el primer juego hacía que el jugador siguiera un camino lineal en la aventura, marcando la finalización de cada nivel con una escalera que lleva a un nivel inferior más difícil, Chaos Strikes Back dispone de una elección de caminos que van de un lado a otro por todos los niveles. Los puzles están más enrevesados, a menudo exigiendo un dominio rápido del sistema de control para lidiar con el combate intenso, junto con acertijos enervantes.
La tarea del jugador es recolectar cuatro pedazos de corbo, un material mágico de donde el epónimo Lord Chaos obtiene su poder. Esto requerirá pasar por cuatro caminos separados, cada uno llevará a un pedazo distinto, y estará tematizado en una de las disciplinas abiertas a los personajes del juego. Estas disciplinas son luchador, hechicero, sacerdote y ninja.

### Editor de campeones
Chaos Strikes Back viene con la opción de editar los retratos y los nombres de los cuatro personajes del grupo. Esto permite crear retratos de personaje personalizados tanto para Chaos Strikes Back como Dungeon Master.
Para los usuarios que no quieran dibujar personajes nuevos, pero que les gustaría tener versiones con apariencia más poderosa de los personajes existentes, el disco de utilidades también viene con versiones «mejoradas» del arte de los personajes del juego.

## Recepción
Computer Gaming World declaró que «con el lanzamiento de Chaos Strikes Back, FTL todavía tiene un pie en el círculo ganador».
El juego fue reseñado en 1991 en el número 171 de la revista Dragon por Patricia Hartley y Kirk Lesser en la columna «El rol de las computadoras». Los analistas le dieron al juego 4 de 5 estrellas.
Niko Nirvi criticó al juego en MikroBitti y le dio 98 puntos de 100, llamando demente al nivel de dificultad, además de mencionar un final decepcionante, pero no obstante llamó al juego «hechizante» y «clásico».

## Reseñas
- Play Time (abril de 1991)[6]
- Tilt (enero de 1990)[7]
- ACE (Advanced Computer Entertainment) (febrero de 1990)[8]
- The One (febrero de 1990)[9]
- Zero (abril de 1991)[10]
- Zero (febrero de 1990)[11]
- Power Play (febrero de 1990)[12]
- Enchanted Realms (marzo de 1991)[13]
- Amiga Action (abril de 1991)[14]
- CU Amiga (febrero de 1991)[15]
- Atari ST User (abril de 1990)[16]
- ACE (Advanced Computer Entertainment) (abril de 1991)[17]
- ST Action (marzo de 1993)[18]
- Joker Verlag präsentiert: Sonderheft (1992)[18]
- Amiga Joker (enero de 1991)[19]
- ASM (Aktueller Software Markt) (enero de 1990)[20]
- The Games Machine (abril de 1990)[21]
- Jeux & Stratégie nouvelle formule #5[22]

## Legado
Tras una recepción notable, se creó «CSBWin», una reconstrucción del código fuente por ingeniería reversa basada en la versión de Atari ST hecha por Paul R. Stevens alrededor del 2003, que llevó a muchos ports para plataformas modernas como Windows y Linux.